# 何任
何任（1921年1月11日—），字祈令，别署湛园，男，浙江杭州人，中国中医学家、中医教育家，浙江中医药大学主任医师、教授，首届国医大师，第七届全国人大代表。